# Гурино (Харьковская область)
Гурино, до ВОВ Горюны́ (укр. Гурине) — село, Манченковский поселковый совет,
Харьковский район, 
Харьковская область.
Код КОАТУУ — 6325157603. Население по переписи 2001 года составляет 65 (31/34 м/ж) человек .

## Географическое положение
Село Гурино находится недалеко от истоков реки Мокрый Мерчик. На расстоянии в 1 км расположено село Старый Мерчик (Валковский район) и в 1,5 км — посёлок Ударное. К селу примыкает лесной массив (дуб). Рядом проходит железная дорога, ближайшая станция Манченки в 3-х км.

## История
- 1750 — дата основания.
- В 1940 году, перед ВОВ, в селе Горюны был 21 двор.[1]